# ديريك ويبلي
ديريك جاسون ويبلي  (بالإنجليزية: Deryck Whibley)‏ (مواليد 21 مارس 1980) هو مغني،كاتب أغاني كندي وعضو في فرقة صم 41.

## روابط خارجية
ديريك ويبلي على موقع IMDb (الإنجليزية)
- ديريك ويبلي على موقع ميوزك برينز (الإنجليزية)
- ديريك ويبلي على موقع إن إن دي بي (الإنجليزية)
- ديريك ويبلي على موقع أول ميوزيك (الإنجليزية)
- ديريك ويبلي على موقع ديسكوغز (الإنجليزية)